# Celestial Crown
Celestial Crown est un groupe de doom metal et de metal gothique estonien, originaire de Tartu.

## Biographie
Le groupe est initialement formé à une date inconnue sous le nom de Celebratum. Ils empruntent le nom de Celestial Crown dès 1999 lorsque deux copains, Denis et Alexander, jouaient ensemble dans un groupe de punk rock local. 
Au printemps 2000, Sergei et Diana se joignent au groupe, et ensemble, ils enregistrent une première démo intitulée Invasion en 2001, dans un studio local. En 2002, Arnold rejoint le groupe à la basse, et Celestial Crown signe son premier contrat de distribution avec le label Doom Records pour la sortie d'un premier album, intitulé Embraced. Peu après cette sortie, le label met la clé sous la porte et le groupe décide d'enregistrer et d'auto-produire un album chez Denis. L'album, intitulé A Veiled Empire, est publié en 2005 au label Divenia Music. 
En 2006, le groupe réédite son album démo album qui comprend trois chansons bonus. En 2007, plusieurs musiciens de session se joignent à Celestial Crown, qui donne des concerts avec une formation de huit membres. Cependant, le groupe s'aperçoit vite qu'ils ne pouvaient se consacrer à la fois pleinement aux performances scéniques et aux enregistrements en studio. La formation de quatre membres (Denis, Alexander, Sergei, et Diana) enregistre en studio.
En 2014, le groupe revient, après plusieurs années de silence, avec un quatrième album intitulé Ascending. L'album est annoncé le 3 mars sur iTunes, Amazon et en CD via le label Divenia Records. Vers fin 2015, Celestial Crown annonce un nouvel album qu'il espère publier en 2016. À cette période, le groupe ne compte plus de chanteuse depuis le départ de Diana Volkova en 2014. Ils sortiront leur cinquième album intitulé Rebirth le 21 septembre 2016 au label Symbol of Domination.

## Membres

### Membres actuels
- Aleksandr Shelepenkin - guitare rythmique, claviers, batterie
- Denis Volynkin - chant (depuis 1999)
- Sergei Vlassov - guitare solo, basse, batterie (depuis 2000)

### Anciens membres
- Arno Looga - basse (2000-2006)
- Diana Volkova - chant féminin (2000-2007, 2014-?)
- Meelis Ivanov - batterie (2006-?)
- Maria Tarassenko - chant féminin (2007-2009)

## Discographie
- 2001 : Invasion of Suicidal Angels
- 2002 : The Embraced
- 2004 : Promo 2004 (démo)
- 2005 : A Veiled Empire
- 2006 : ...Suicidal Angels
- 2014 : Ascending...
- 2016 : Rebirth